# اچ‌ام‌اس کیمبرلی (اف۵۰)
اچ‌ام‌اس کیمبرلی (اف۵۰) (به انگلیسی: HMS Kimberley (F50)) یک کشتی بود که طول آن ۳۵۷ فوت (۱۰۹ متر) بود. این کشتی در سال ۱۹۳۹ ساخته شد.